# طناب فولادی

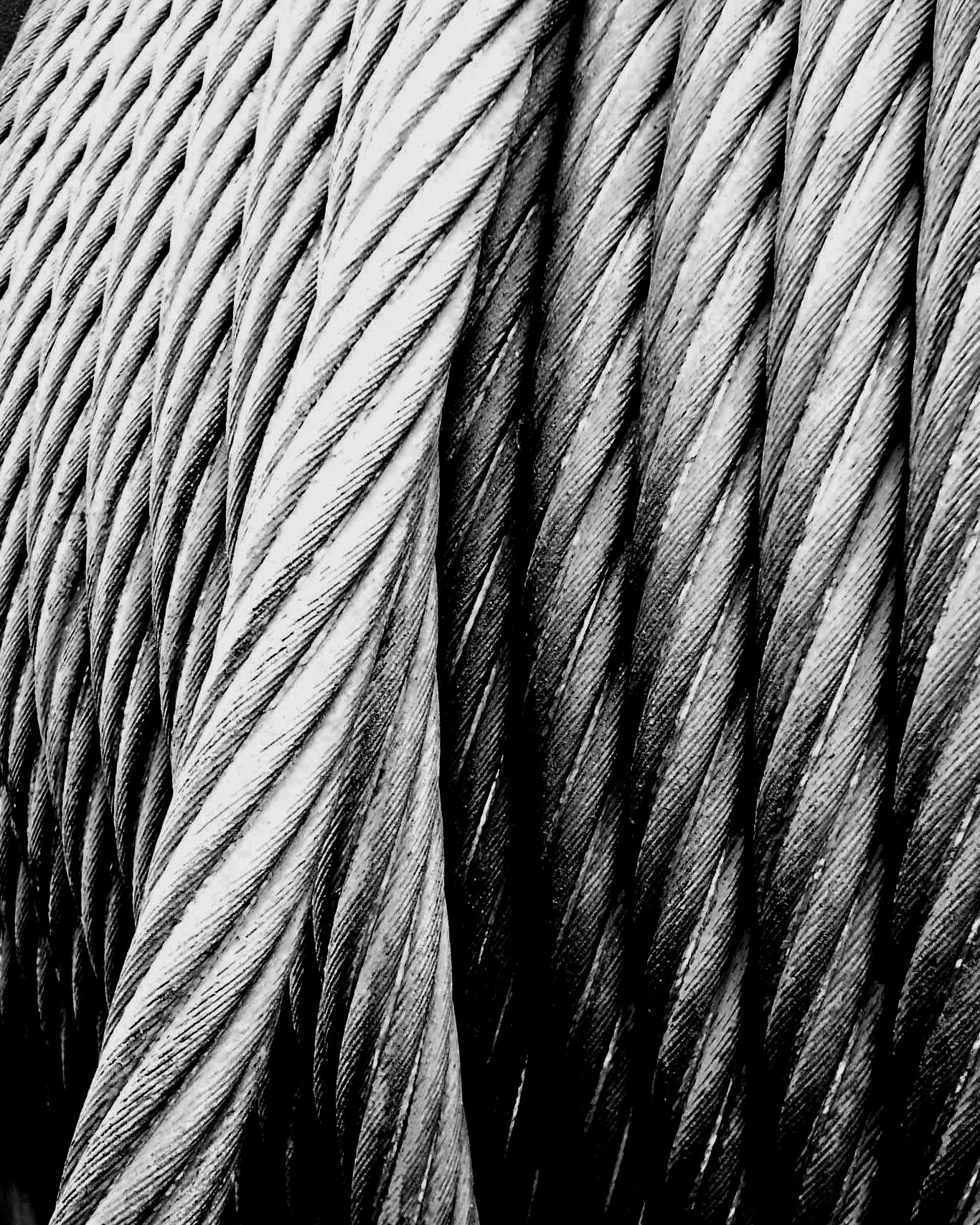
طناب فولادی

مقطع طناب فولادی

طناب فولادی یا سیم بُکسِل (به انگلیسی: Wire rope) نوعی طناب است که از الیاف فولاد ساخته می‌شود و مجموعه‌ای از سیم، لایه سیم و مغزی است. الیاف فولادی به صورت مارپیچ به هم تابیده شده و یک طناب را تشکیل می‌دهند، تعدادی طناب نیز به‌طور مارپیچ به همراه یکدیگر به دور یک مغزی تابیده شده و تشکیل طناب قطورتری را می‌دهند.
طناب فولادی در سال ۱۸۳۴ توسط یولیوس آلبرت در شهر کلاستال آلمان و برای استفاده در معادن اختراع شد.

## طناب فولادی
به طور کلی طنابهای فولادی از یکی از سه نوع ماده اولیه زیر ساخته میشوند :
- مفتول فولادی بدون روکش یا غیر گالوانیزه :این نوع مفتول معمولا برای طنابهایی مورد استفاده قرار میگیرد که عامل فرسایش در تعیین طول عمر مفید طناب نقش مهمتری داشته و طناب کمتر در معرض عوامل ایجاد کننده زنگ زدگی قرار دارد .
- مفتول فولادی گالوانیزه : این نوع مفتول دارای روکش یکنواخت روی میباشد و در برابر زنگ زدگی بر اثر آب دریا , هوا , رطوبت و سایر عوامل مشابه مقاوم است .بنابراین طنابهای فولادی گالوانیزه در صنایع کشتیرانی , شیلات , مرغداریها و ... مورد استفاده قرار میگیرد .
- مفتول فولادی استینلس استیل : طنابهایی که از این نوع مفتول ساخته میشوند علاوه بر مقاومت بسیار بالا در برابر زنگ زدگی در مقابل حرارت نیز تا 1050 درجه سانتیگراد مقاوم بوده و در صنایع شیمیایی , غذایی , دارویی مورد استفاده قرار میگیرند و همچنین این طناب مقاومت بسیار بالایی در برابر اثرات مخرب آب دریا دارد .

## مغزی طناب فولادی
دو نوع مغزی برای طناب فولادی وجود دارد:
- مغزی الیافی(FC): ازالیاف طبیعی یا الیاف مصنوعی استفاده میشود . اگرچه هنوز استفاده از کنف طبیعی در ساخت طناب فولادی متداول است , الیاف مصنوعی نظیر پلی پروپیلن به طور روزافزون به عنوان مغزی طناب فولادی مورد استفاده قرار میگیرد .
- مغزی فولادی: مغزی فولادی ممکن است خود یک طناب فولادی مستقل باشد که در این صورت به آن مغزی فولادی مستقل (IWRC) میگویند . در مورد طنابهای فولادی با قطر کمتر از 10 میلیمتر , مغزی فولادی معمولا یک رشته مفتول فولادی (WSC) خواهد بود .

## انواع تاب طنابهای فولادی
طنابهای فولادی از نظر نوع تاب به دو نوع معمولی و لنگ به شرح ذیل تقسیم میشوند :
- طنابهای با تاب معمولی یا صلیبی یا دو طرفه : هنگامیکه جهت تاب مفتولها در یک رشته مخالف جهت تاب رشته ها باشد , تاب معمولی است . این نوع طناب میل کمی به از هم باز شدن یا گره خوردن داشته و در برابر فشار , لهیدگی و تغییر شکل مقاومت بیشتری دارد . در عوض مقاومت آن در برابر سایش کم بوده و قابلیت انعطاف کمتر از طنابهای با تاب لنگ دارد .جهت تهیه سیم بکسل بلند کننده بار از سیم بکسل صلیبی راست بافت و چپ بافت استفاده می‌شود. سیم بکسل‌های صلیبی یا دو طرفه نیروی کششی را بهتر تحمل می‌کنند.
- طنابهای با تاب لنگ یا یک طرفه: که به نام John Lang انگلیسی ثبت شده است . جهت تاب مفتول در یک رشته با جهت تاب رشته ها در طناب یکی میباشد . مقاومت طنابهای با تاب لنگ در برابر سایش بیشتر از طنابهای با تاب معمولی است . اما باید هنگام کار با آنها مراقب بود تا طناب گره نخورد و یا ازهم جدا نشود , چون این نوع طناب میل زیادی به از هم باز شدن دارد . از این طناب در مواردی استفاده میشود که هر دو سر طناب مهار شده باشد .قابل توجه این که از سیم بکسل‌های یکطرفه جهت بلند کردن بار نباید استفاده شود.

به طور کلی کار کردن با طنابهای با تاب معمولی آسانتر است و کاربرد متداول تری دارد اما در مواردی مثل آسانسورهای باری و مسافری که مقاومت بیشتر در برابر سایش مورد نظر است , تاب لنگ ترجیح دارد .

## طنابهای راستگرد و چپگرد
اصطلاح راستگرد و چپگرد مربوط به تابیدن رشته ها در طناب میباشد . طنابهای راستگرد متداولترین نوع طنابها هستند . طنابهای باتاب راست را به حرف Z و طنابهای باتاب چپ را با حرف S نشان میدهند .

## مقایسه انواع بافت در طنابها
طناب فولادی می‌تواند دارای چهار بافت کلی باشد:
- بافت سیل (Seale):در بافت سیل درهر رشته طناب تعداد مفتولهای هر ردیف که دور مفتول مرکزی قرار میگیرد مساوی هم است , قطر مفتولهای بیرونی بیشتر از قطر مفتولهای ردیف درونی است ولی در هر ردیف قطر کلیه مفتولها یکسان میباشد . به علت ضخیم بودن مفتولهای بیرونی , این نوع طنابها دارای مقاومت سایشی بالایی هستند .
- بافت فیلر (Filler):در بافت فیلر قطر مفتولها در تمامی ردیفها مساوی است .در فضای خالی بین مفتولهای ردیف بیرونی و ردیف درونی مفتولهای نازکی قرار میگیرند که فیلر نامیده میشوند . طنابهای فیلر دارای سطح فلزی بیشتری بوده و از قابلیت انعطاف و مقاومت سایشی بالاتری برخوردار میباشند .
- بافت وارینگتون (Warrington): در بافت وارینگتون هر رشته طناب در ردیف بیرونی دارای مفتولهای ضخیم و نازک به صورت یک در میان میباشد . به علت ترکیب مفتولهای ضخیم و نازک در ردیف بیرونی , طنابهای وارینگتون دارای انعطاف بیشتری نسبت به طنابهای سیل هستند .
- بافت استاندارد (Standard): در این نوع بافت , قطر کلیه مفتولهای تشکیل دهنده هر رشته یکسان است . طنابهای با بافت استاندارد به علت دارا بودن قابلیت انعطاف بالا دارای کاربردهای بسیار متنوعی در رشته های گوناگون صنعتی میباشند .

## روغنکاری طناب فولادی
طناب فولادی به منظور محافظت در برابر زنگ زدگی و کاهش اصطکاک بین مفتولها و رشته ها در جریان تولید روغنکاری میشود . از یکسو مغزی طناب فولادی به علت اهمیت نقش آن از روغن اشباع میشود و از سوی دیگر کلیه مفتولهای تشکیل دهنده یک رشته وکلیه رشته های تشکیل دهنده طناب در طی بافت به روغن مناسب آغشته میگردد . نوع روغنکاری بنابر جنس مفتول , کاربرد طناب و خصوصیات محل مورد استفاده متفاوت خواهد بود . در طول مدت عمر مفید طناب نیز روغنکاری آن باید در فواصل زمانی معیین ادامه یابد تا با جایگزینی روغن ازدست داده در اثر استفاده , حداکثر محافظت دربرابر زنگ زدگی و سایش درونی به عمل آید . روغنکاری طناب فولادی بهتر است در محلی صورت گیرد که رشته ها کمی از هم باز میشوند مثل هنگامی که طناب از روی چرخ قرقره عبور میکند یا روی قرقره پیچیده میشود در اینصورت روغن بهتر جذب میشود .
روغنی که برای روغنکاری طناب فولادی مورد استفاده قرار میگیرد باید به راحتی در طناب نفوذ کند , قسمتهای داخلی و سطح خارجی آن را بپوشاند , با آب شسته نشود و در برابر زنگ زدگی از طناب محافظت کند .

## مقاومت در برابر خستگی (Fatigue) و فرسایش (Wear)
معمولا مقاومت در برابر خستگی در نقطه مقابل دربرابر فرسایش قرار دارد . طنابی که از تعداد زیادی مفتول نازک تشکیل شده باشد بسیار قابل انعطاف است و مقاومت خوبی در برابر خستگی دارد . در حالیکه طنابی که از تعداد کمی مفتولهای ضخیم تشکیل شده باشد مقاومت بالایی دربرابر فرسایش و سائیدگی دارد .

## اندازه گیری قطر طناب فولادی
اندازه گیری قطر واقعی یک طناب فولادی باید در دو نقطه از طناب که حداقل فاصله آنها یک متر از همدیگر باشد صورت گیرد . در هر یک از این دو نقطه بیشترین فاصله بین دو انتهای رشته مقابل هم با کولیس اندازه گیری شود و سپس این اندازه گیری با دو رشته عمود بر این دو تکرار گردد . میانگین چهار اندازه گیری که بدین طریق حاصل میشود قطر واقعی طناب فولادی خواهد بود . این قطر معمولا با قطر اسمی طناب اندکی تفاوت دارد . بر طبق استانداردهای آمریکا حد مجاز این تفاوتهااز ۱ درصد تا ۴ درصد برای طنابهای میلیمتری و از صفر تا ۵ درصد برای طنابهای اینچی خواهدبود .

## تنسایل در طنابهای فولادی
تنسایل یک مفهوم فیزیک مکانیک می باشد که به مفهوم حداکثر تنش مورد تحمل متریال می باشد که معمولا بصورت مگاپاسکل یا نیوتن بر متر مربع تعریف می شود. تنسایل یک خصیصه فیزیکی است که بیانگر مقاومت کششی فلزاتی مانند فولاد است و بالا رفتن این کمیت مقاومت کششی نیز بالا میرود بدین ترتیب فولاد تنسایل بالاتری نسبت به آهن دارد. آنچه روشن است تنسایل سیم بکسل ها که معمولا بالای 1500 می باشد بدین مفهوم نیست که بار مجاز برای اتصال و حمل توسط آنها بدین میزان می باشد چرا که تنش تسلیم فلزات پایینتر از تنسایل آنها است. تنش تسلیم میزان تنشی است که فلز از ناحیه الاستیک وارد ناحیه پلاستیک می شود و در واقع تغییر طول دائمی می دهد و با حذف بار نیز این تغییر طول باقی می ماند. در اکثر مواقع بار مجاز وارد بر سیم بکسل ها حداکثر تا 70 درصد تنش تسلیم آنها می باشد.

## انواع کاربرد طنابهای فولادی
- طناب فولادی آسانسوری : اکثر سیم بکسل‌های آسانسوری مغزی الیافی سختی دارند که مخصوص این کاربرد ساخته شده است. سیم بکسل‌های آسانسوری عمدتا با تاب راست‌گرد معمولی یا راست‌گرد لنگ عرضه می‌شوند. سیم بکسل‌های آسانسوری معمولا بصورت روغن‌اندود با روغن زرد رنگی که تمام سطح سیم را پوشانده عرضه می‌شوند. در دید ساده و بازاری برای بررسی کیفیت سیم بکسل آسانسوری معمولا آن را خم و رها می‌کنند و در اصطلاحِ بازار سیم بکسل آسانسوری با کیفیت مرغوب باید خیلی سریع به حالت اولیه خود بازگشته و تغییر فرم ندهد. علاوه بر این مغزی کنفی سیم بکسل‌های آسانسوری نیز باید دقیقا در مرکز سیم قرار داشته و از داخل استرندها بیرون نزند.
- طناب فولادی نتاب : سیم بکسل نتاب non-rotating با قابلیت انعطاف بالا و نیروی گسیختگی بسیار بالا بافت بسیار کار آمدی جهت استفاده در تاورکرین ها و جرثقیل هایی است که برا ی جابجایی اجسام سنگین و اجسامی که دارای حساسیت بالایی هستند مورد استفاده قرار می گیرد. با توجه به قدرت بالا و انعطاف زیاد این بافت سیم بکسل در تاور کرین ها از محبوبیت خاصی برخوردار است. عمدتا عیبی که می توان در بعضی موارد به این نوع بافت گرفت جمع شدگی و به حالت فنر در آمدن این نوع بافت است که آن هم به علت .قدرت زیاد این بافت میباشد سیم بکسل نتاب در بافت های 7*19 و 7*35 در کشور ما موجود می باشد. آین نوع سیم بکسل به علت مقاومت بالا و انعطاف پذیری و حداقل نیاز به روغن کاری مجدد و همچنین عدم پیچش و گره خوردن در هنگام کار از محبوبیت فراوانی در صنعت برخوردار می باشد. از این بافت در جرثقیل ها و همچنین تاور کرین ها استفاده می گردد. این بافت در بالابر های ساختمانی نیز بسیار مفید می باشد چراکه به علت نتاب بودن و عدم پیچش و گره خوردن میتواند عمر بیشتری داشته باشد
- طناب فولادی حفاری : سیم بکسل 19*6 بافت پرکاربردی در جرثقیل ها وبالابرها است. برخی معتقدند که این بافت مناسب ترین نوع سیم بکسل در مقاصد جرثقیلی می باشد. انعطاف پذیری بالا و طول عمر سیم بکسل 19*6 فاکتور های مهمی برای محبوبیت این بافت بین مصرف کنندگان به شمار می رود. این دسته از سیم بکسل بگونه ای تولید میشوند که دارای مقاومت سایشی بالایی باشند و استحکام کششی بالایی نیز برای کاربری های حفاری داشته باشند. مراحل تولید سیم بکسل های با ساختار استاندارد به سبب یکسان بودن قطر مفتول های بکار رفته در ساختار آنها ساده تر می باشد.
- طناب فولادی استیل : این نوع سیم بكسلها علاوه بر مقاومت بسیار بالا در برابر زنگ زدگی, در مقابل حرارت نیز تا 1050 درجه سانتیگراد مقاوم بوده و در صنایع شیمیائی, غذائی و داروئی مورد استفاده قرار می گیرند و همچنین مقاومت بالائی در برابر اثرات مخرب آب دریا دارند. سیم بکسل سیم بكسلهای فولادی ضد زنگ به ترتیب فراوانی كاربرد, از مفتولهائی با استاندارد AISI 305,AISI 316,AISI 302304 تولید می شوند. نوع 302304 دارای خاصیت آهنربائی بوده و نوع 316 خاصیت آهنربائی كمتری داشته و نوع 305 تقریبا فاقد خاصیت آهنربائی است.
- طناب فولادی مهاری : سیم های مهار از تعداد کمی مفتول به هم بافته شده معمولا 7 و 19 عدد تشکیل می شوند که بیشتر از آنها برای مهار دکل ها استفاده می شود. سیم بکسل مهار در قطرهای بالا در اتصالات و نگهداری پل ها نیز استفاده می شود. مفتول بکار رفته در ساختار این سیم بکسل ها معمولا از نوع آبکاری شده گالوانیزه گرم می باشد و دارای استحکام کششی بسیار بالایی است.
- طناب فولادی افشان : بافت 7*6 یکی از ابتدایی ترین بافت های سیم بکسل به شمار می رود. که در کارهایی که از حساسیت کمتری برخوردار است از این نوع سیم بکسل استفاده می شود. البته نباید تصور کنیم که این نوع بافت یک بافت بی ارزشی است٬ این نوع سیم بکسل مصارف زیادی در صنایع به ویژه در کشور ما دارد. بطور کلی استفاده از این سیم بکسل ها محدود است هر چند در صورت مغز فولادی بودن با ساختار 7*7 هم بصورت فولادی و هم بصورت استنلس استیل کاربرد زیادی دارند.
- طناب فولادی کلایمر : طناب مورد استفاده در دستگاه بالابر نفربر که در ایران تحت نام کلایمر (Climber) بیشتر شهرت یافته است در واقع نوعی از تجهیزات دسترسی (Access Equipment) به نمای ساختمان‌های بلندمرتبه، سدها، پل‌ها، سیلوها، مخازن نفت و … بوده که به منظور تعمیر و نگهداری، نظافت، نقاشی، نصب کامپوزیت پنل و بطورکلی بازسازی و نماسازی (Maintenance) سازه‌های بلندمرتبه که امکان دسترسی به آنها دشوار می‌باشد که در مدل‌های دستی و برقی طراحی می‌گردد.